# Frontal de sant Cristòfol (església parroquial de Sant Cristòfol de Toses)
El frontal de Sant Cristòfol és un frontal d'altar medieval, obra del Mestre de Soriguerola, que fou adquirida de la col·lecció de Lluís Plandiura i Pou, l’any 1932, pel Museu Nacional d’Art de Catalunya (MNAC), on avui es conserva amb el número d’inventari 4370. Datada a inicis del segle XIV, amb mida de 102,2 x 158,3 x 7 cm, és una pintura al tremp sobre taula amb fons burilat i daurat. Correspon a la tipologia artística de format rectangular pròpia de l'antependi, peça decorativa que cobria la part davantera de la taula de l'altar. Es tracta d'un objecte moble important en l'espai de la litúrgia, el qual continuarà essent adornat durant tota l'Edat Mitjana i més enllà. Segons s'ha estipulat per la coincidència del titular, provindria de l’església que dirigeix la seva advocació de Sant Cristòfol de Toses, al Ripollès, comarca de la província de Girona, situada al sud dels Pirineus (Catalunya).

## Descripció i comentari estilístic
L’estructura del retaule es configura com una base de fusta sobre la qual hi ha una composició narrativa i disposada de manera jerarquitzada. La imatge del titular de l’obra ocupa el centre, el carrer central, a partir del qual es despleguen les diferents escenes. Un suport escaient davant el gust pel relat i pel detall com s'entreveu en les seves representacions minucioses.
El seu estil deixa enrere el bizantinisme i les formes tardoromàniques que caracteritzen la pluralitat discursiva de ”l’estil 1200”, denominació atorgada pels historiadors per tractar la transició entre el romànic i els orígens de l'art gòtic. La mà del Mestre de Soriguerola ha estat inscrita dins del que es coneix com “gòtic lineal” català, fins al punt que ha estat titllat de ser l’introductor del gòtic en terres catalanes. Seguint la línia del corpus establert, a Sant Cristòfol podem advertir unes característiques que es correspondrien amb les mateixes convencions expressades en la taula de Sant Miquel de Soriguerola. Tanmateix, aquesta obra podria “exemplificar un estadi més avançat dins del gòtic respecte del descrit per la taula cerdana” (nota, Alcoy, p. 52), no només des del punt de vista estilístic i compositiu, sinó també, tècnicament, seguint Ainaud. És una factura completament gòtica.
D’entrada, aquest retaule dona un major valor al desplegament decoratiu que la resta d’obres del Mestre. Les escenes inclouen un repertori complex de motius vegetals, com és el cas de les fulles dels gablets dels arcs, amb una forma ogival més accentuada que a altres taules. Aquests motius es reprenen en el costós treball de burinat que es realitza sobre fons daurat, però no solament això, també el marc es revesteix amb formes geomètriques entrellaçades de tall islamitzant.
Pel que fa a la composició, destaca el caràcter narratiu que atorga força a la gestualitat i a l’acció. Les figures estan il·lustrades amb un traç negre fi i delineat, que delimita la fesomia i l’espai on es desenvolupa la ficció. Per tant, un predomini del dibuix davant el color, que sucumbeix a una funció ornamental i que es configura amb una paleta de tonalitats càlides i terroses. Tanmateix, el fons i les vestimentes alternen un joc entre vermell i blau que dona peu a un major cromatisme. Les vestidures estan confeccionats per un treball polit de panys: una confecció de plecs que pengen en forma de rotllo que es revela com un tret innovador i versemblant d’un estil avançat. Els personatges es defineixen per unes “mans grans i (uns) ulls on la nineta i l’iris es confonen en un contundent punt negre”, així com per unes orelles peculiars. A més, trobem diferents canvis d’escala i de posicions, on hi ha un domini del perfil. En tot cas, algunes desproporcions són sovint adoptades per l’afany d’introduir un dinamisme que enuncia una voluntat naturalista. Així, el frontal s'inscriu en un paisatge pictòric que segueix un “recurs formal d’arrel romànica, amb resultats que tenen un to més domèstic”, alhora que comença a voler apropar-se a un estil internacional, que acabarà configurant-se a finals del segle XIV. En definitiva, un Mestre que passa per dos cercles geogràfics, tècnics i formals diferenciats fins elaborar una obra madura i moderna que és una mostra de l’anomenat mode dominant.
El cicle hagiogràfic representat està dedicat a sant Cristòfol. És per aquest motiu que, com a figura central, trobem el sant sota un arc trilobulat, representat per les seves grans dimensions com un gegant que porta el nen Jesucrist sobre les espatlles. Els dos duen cabellera castanya, vesteixen robes llargues de tonalitats carmesí i dirigeixen la seva mirada al capdavant. Aquest domini de la frontalitat i del caràcter hieràtic declaren encara un cert arcaisme compositiu. Ambdós estan descalços, ja que estan sobre una superfície aquosa poblada per peixos que representaria que es troben travessant un riu.
El sant es recolza amb la llarga branca coronada per tiges fullades que duu a la seva mà dreta. Aquest “bastó foliat és atribut usual en sant Cristòfol”. I és que “el pes de l'ésser adult destinat a la Passió recau en el sant, que ha de traslladar-lo a l’altra part del riu”, en què el nen Jesús s'inscriu en l’episodi narratiu. Per la seva banda, cal afegir, però, que la túnica blava complementa el seu abillament arquetípic, així com dicta el seu model representatiu. Apareix en una escala menor i destaca pel seu caràcter pueril, tot i estar també barbat. Com a atributs identificatoris, porta el nimbe crucífer daurat al cap i beneeix amb els dos dits de la mà dreta alçats, a la manera grega.
Aquesta secció principal està emmarcada per dos carrers més que conformen un conjunt de quatre escenes laterals, dos a banda i banda. Aquestes relaten la vida i el martiri del personatge en un ordre de lectura que parteix amb l’escena superior esquerra. En aquesta, veiem com un home, assegut sobre un tron i caracteritzat per la corona i la vara de comandament a la mà, ordena tancar un altre en una torre feta de maons. Aquest s'identifica amb el monarca de Samos, qui va empresonar Cristòfol en companyia de Nicea i Aguilena, dues belles cortesanes a qui havien promès un gran tresor, si les ajudaven a desviar el sant. Així doncs, l’altre personatge masculí, que està accedint a l’edificació, és el sant, el qual s'havia establert a la ciutat grega per servir al rei, considerat el més prestigiós, abans de trobar el seu legítim Senyor. Les dues joves donzelles es miren sota un fi i delicat vel que ens recorda que el passatge s'instaura en un seductor ambient cortesà. En una mida menor, elles s'ubiquen enmig l’escena, seguint el mateix destí que el sant.
Els següents compartiments corresponen al martiri del sant, ja que, amb l’Edicte de Deci (l’any 250), es va portar a terme una persecució contra els cristians. Per aquest motiu, Cristòfol fou torturat amb ferros ardents al cap, però, com que va sortir il·lès, se’l va llençar al foc, perquè cremés. Aquest succés és el de l’escena inferior esquerra, on podem veure el patiment del sant davant del rei, qui executa les accions, i Déu Pare, amb la representació de la mà que sorgeix d’un núvol al Cel.
Seguidament, es diu que més de cinquanta arquers es van dedicar a disparar fletxes al sant, que romania lligat a un arbre. A l’escena superior dreta, en canvi, Cristòfol es presenta fixat a una columna i, de nou, davant el monarca. Aquí, en un gest burleta, l’artista dirigeix una de les fletxes al sobirà, com recull la llegenda; tota una declaració d’intencions. Tanmateix, el sant sortirà reforçat després d’aquesta condemna. La seva fortalesa va haver de ser vençuda, per acabar, amb la seva decapitació. Al darrer compartiment, podem copsar el sant agenollat, de perfil, a punt de rebre un cop d’espasa, davant una crucifixió i, novament, la mà de Déu.

## Història de sant Cristòfol
La llegenda del sant Cristòfol es remunta vers el segle XI. Etimològicament, en grec, el seu nom significa “Porta Crist”, el qual prendria com a propi després de ser batejat. Aquesta definició va passar de tenir una significació espiritual a ser entesa en un sentit literal. Al segle XII, va començar a haver-hi un interès acusat en aquesta figura, per la vinculació amb Crist. Al segle XIII, la tradició fou establerta amb la Llegenda Daurada, “l’home que hauria portat a Crist sobre els muscles només podia ser un gegant”. És per això que, orgullós de la força que tenia, només va accedir a servir al monarca més poderós. Aquest rei va abandonar-lo i va escollir servir el dimoni Satanàs. Després d’aquest fet, un ermità l’encaminà cap a Déu i, per tal de deleitar-lo, va dedicar-se a ajudar peregrins i viatgers a creuar un riu perillós. Un dia, però, va escoltar la veu d'un nen que li pregava que el portara a les seves espatlles. Disposat a assistir-lo, li va concedir la petició, tot i que va haver-se de recolzar en una branca o tronc d’arbre per poder suportar el pes. En l’altra vora del riu, una vegada fou auxiliat, aquest nen va revelar-se com Crist. El sant va reconèixer-lo per la conversió del seu bastó vegetal en una palmera repleta de fruits. Aquesta llegenda fou estesa i difosa pels hagiògrafs.
Per tant, l'estudiada és una pintura religiosa del primer quart del segle XIV, que reprodueix una temàtica pròpia de la primera fase del gòtic i que respon a les creixents formes de pietat i de devoció. En concret, es fa palès que és un frontal que parteix d’aquesta llegenda, instaurada a la segona meitat del segle XIII i a la seva posterior difusió en el moment en què neixen els atributs distintius dels sants. Segons la creença popular, era suficient amb mirar la imatge de sant Cristòfol per assegurar-se la salvació de mort sobtada, una de les pors més temudes a l’Edat Mitjana. Aquest fet el va portar a guanyar una gran popularitat, com si es tractés d’un Hèrcules cristià. Un context idoni en la promulgació del culte al sant i per a la seva representació artística, com n’és testimoni aquesta taula.

## El mestre de Soriguerola
El Mestre de Soriguerola és la denominació atorgada a un pintor de nom desconegut, actiu en la baixa Cerdanya, durant el segle XIII. A partir del frontal d’altar de l’església de Sant Miquel de Soriguerola, J. Ainaud va agrupar, sota la denominació de “Mestre de Soriguerola”, una sèrie d’obres al seu voltant, entre les quals consta, a més de les taules de Toses i de la Vall de Ribes, el retaule de Sant Cristòfol.
Són pintures sobre taula amb una clara relació estilística i de datació que les situarien al voltant de principis del segle o, si més no, la primera meitat del segle XIV. I és que, com apunta Rosa Alcoy, la manca de dates precises ha comportat una cronologia variada; tanmateix, cal tenir en compte que les pintures del Mestre o cercle de Soriguerola coincideixen en l’aïllament propi del bizantinisme del 1200 –iniciat, entre d'altres, pel Mestre de Lluçà– i un major apropament a l’art gòtic septentrional. Per aquest fet, el Mestre de Soriguerola s'ha distingit com un dels primers artífexs de la pintura catalana baixmedieval.

## Història de l'objecte: la col·lecció de Lluís Plandiura i Pou
Actualment, hi ha poca informació sobre el recorregut històric del retaule de Sant Cristòfol, des de la seva creació fins a l’actualitat. Si bé sabem que l’obra avui forma part de les col·leccions del MNAC, després que, a l’any 1932, Lluís Plandiura i Pou haguera de vendre tota la seva col·lecció a la Junta de Museus de Barcelona. Aquesta operació no estigué absenta de polèmica, ja que el preu de venda (7.000.000 de pessetes de l’època) va semblar que era massa elevat. No obstant això, aquesta adquisició va suposar un punt fonamental en la història de l’objecte i de la conformació de les col·leccions públiques catalanes. A més, cal comentar que abans de ser de titularitat pública, Plandiura ja va voler que les peces de la seva col·lecció foren accessibles per a tota la població, i així convertí la seva casa en un museu obert al públic.
Plandiura i Pou s'ha considerat un dels més importants col·leccionistes d’art a Catalunya al segle xx. La seva col·lecció estava formada per peces tant d’art modern com antic, amb una atenció especial al medieval. Mireia Berenguer, qui s'ha encarregat d’estudiar aquesta figura, destaca l’alta qualitat de les obres que va agrupar al seu dia Plandiura. Exposa que, si es llevaren les obres que un dia van pertànyer a Plandiura de les sales del MNAC, la majoria es quedarien pràcticament buides. El mateix museu comenta que el fons de cartells de Plandiura és un dels pilars fonamentals en la seva col·lecció d’aquest tipus d’obra.
També ocorre això amb les peces medievals, entre les quals trobem el frontal de sant Cristòfol. Plandiura va ficar una atenció especial a aquest període històric-artístic, de fet, va ser un dels agents vinculats a l'arrencament de pintures murals medievals als inicis del segle XX a l’àmbit català. Es creu que començaria a col·leccionar aquest tipus d’art cap al 1917. Per això, tot i que no és clar el moment d’adquisició de l’obra estudiada, podem situar-lo en algun punt entre aquest any i 1932.